# Zapasy na Igrzyskach Azji Południowo-Wschodniej 2013
Turniej zapasów na Igrzyskach Azji Południowo-Wschodniej w birmańskim mieście Rangun rozegrano od 9 grudnia do 13 grudnia 2013 roku.

## Tabela medalowa
Gospodarz zawodów został zaznaczony kolorem.
| Poz. | Państwo   |    |    |    | Łącznie |
| ---- | --------- | -- | -- | -- | ------- |
| 1    | Wietnam   | 10 | 0  | 2  | 12      |
| 2    | Kambodża  | 4  | 3  | 3  | 10      |
| 3    | Mjanma    | 3  | 3  | 6  | 12      |
| 4    | Indonezja | 2  | 5  | 3  | 10      |
| 5    | Tajlandia | 1  | 7  | 1  | 9       |
| 6    | Laos      | 1  | 2  | 5  | 8       |
| 7    | Filipiny  | 0  | 2  | 4  | 6       |
|      | Łącznie   | 21 | 22 | 24 | 67      |

## Wyniki mężczyzn

### Zapasy w stylu wolnym
| Waga   | Złoto:              | Srebro:                 | Brąz:                        |
| 55 kg  | Nguyễn Huy Hà       | Eko Roni Saputra        | Alvin Lobreguito Aung Aung   |
| 60 kg  | Nguyễn Thế Anh      | Muhammad Ikbal          | Jhonny Morte Den Piseth Kang |
| 66 kg  | Bùi Tuấn Anh        | Saputra Adi Ricky Fajar | Joseph Angana                |
| 74 kg  | Cấn Tất Dự          | Tadsapol Pasawang       | Gar Byiel Saw                |
| 84 kg  | Fahriansyah         | Methee Tepakam          | Jason Balabal                |
| 96 kg  | Phonexay Phachanxay | Win Oo Kyaw             | Joshua Sou                   |
| 120 kg | Sov Dorn            | Phyo Zaw Khine          | Sengsouly Manivong           |

### Zapasy w stylu klasycznym
| Waga   | Złoto:             | Srebro:              | Brąz:                               |
| 55 kg  | Đới Đăng Tiến      | Margarito Angana jr. | Suparmanto                          |
| 60 kg  | Ritisak Pravan     | Wana Tun             | Sathaphone Thammavongsa Phạm Sỹ Thu |
| 66 kg  | Trần Văn Tưởng     | Rustang              | Aung Htun                           |
| 74 kg  | Kusno Hadi Saputra | Atthaphol Sirithah   | Khổng Văn Khoa                      |
| 84 kg  | Chheang Hong Kov   | Jason Balabal        | Chinnawet Kanchallee                |
| 96 kg  | Zaw Moe Aung       | Thatthavong Khonkeo  | Heng Kim Nguon                      |
| 120 kg | Zin Myint          | Sov Dorn             | Phouxay Thongkhamerng               |

## Wyniki kobiet

### Zapasy w stylu wolnym
| Waga  | Złoto:          | Srebro:                          | Brąz:               |
| 44 kg | Sotheara Chov   | Sureporn Pimpak                  | Soe Tidhar          |
| 48 kg | Vũ Thị Hằng     | Sripada Tho-Kaew                 | Panay Nokeo Inadrah |
| 51 kg | Nguyễn Thị Lụa  | Heka Maya Sari Chan Raksmey Chey | ---                 |
| 55 kg | Phạm Thị Huế    | Maliwan Muangpor                 | Aye Aung Aye        |
| 59 kg | Phạm Thị Loan   | Salinee Srisombat                | Ridha Wahdaniyati   |
| 63 kg | Ni Samnang      | Latxomphou Oday                  | Wai Lwin Aung       |
| 67 kg | Thazin Phue May | Sreymeas Chea                    | Soumaly Phinith     |